# Kazusa Okuyama
Kazusa Okuyama (奥山 かずさ Okuyama Kazusa?) (Misawa, Aomori, Japón; 10 de marzo de 1994) es una actriz y modelo japonesa afiliada con Oscar Promotion y MOC Planning. Kazusa se graduó en la Universidad de Educación de Miyagi.

## Biografía
- 2014: Weekly Young Jump "Galcon 2014" Second Prize Grand Prix[4]
- 2015: Sportsland SUGO 2015 SUGO Race Queen[4]
- 2016: Sportsland SUGO 2016 SUGO Race Queen[4]
- 2017: Oscar Promotion "The Most Beautiful Twenties Contest" Semi Grand Prix[1][5][6][7][8][9]

## Filmografía

### Televisión
- Kaitō Sentai Lupinranger VS Keisatsu Sentai Patranger (TV Asahi, 2018): Tsukasa Myōjin/Patren 3gō[1][4][5][10][11]
- Da rapper bites and becomes a rapper (TV Asahi, 2019): Rika Suzuki
- Kafka's Tokyo Despair Diary (MBS, 2019): Tsugumi Kuroyanagi
- Sedai Wars (MBS/TBS, 2020): Asami Tamagawa
- Police and Prosecutor (TV Asahi, 2020): Naoko Morioka
- TAT: Tokyo After Talk (WOWOW, 2020)
- K2: Dodgy Badge Brothers (TBS, 2020): Misora Ishidate
- Equation To Erase The Teacher (TV Asahi, 2020): Machiko Yasuda

### Película
- Kaitou Sentai Lupinranger VS Keisatsu Sentai Patranger en Film (2018): Tsukasa Myōjin/Patren 3gō
- Lupinranger VS Patranger VS Kyuranger (2019): Tsukasa Myōjin/Patren 3gō
- Kishiryu Sentai Ryusoulger VS Lupinranger VS Patranger the Movie (2020): Tsukasa Myōjin/Patren 3gō